# Osztrák értékű forint
Az osztrák értékű forint vagy ausztriai értékű forint (rövidítve o. é. forint, illetve a. é. forint; németül Gulden österreichischer Währung, rövidítve Gulden ö. W.) egy történelmi ezüstalapú pénzegység, mely az 1857-ben kötött bécsi pénzverési egyezményben foglalt osztrák érték szerint, 1858. november 1-jétől volt az Osztrák Császárság (később Ausztria-Magyarország) kizárólagos törvényes fizetőeszköze (felváltva a konvenciós forintot) 1892-ig, az aranyalapú korona bevezetéséig. Egy osztrák értékű forint 100 krajcárral volt egyenértékű.

## Története

### Egyleti pénzrendszer
Az 1857. január 24-én a Liechtensteinnel és a Német Vámunió államaival kötött bécsi pénzverési egyezmény egységes pénzlábat hozott létre, melynek alaptömege a vámfont (500 gramm) lett. Az egyezmény értelmében egy font színezüstből 30 egyleti tallért vagy 45 osztrák értékű forintot kellett verni, így ez utóbbi színezüsttartalma 11,111 gramm lett. Mivel az addig használt konvenciós forint 11,693 gramm ezüstöt tartalmazott, ez 5,28%-os csökkenést jelentett. A pénzszerződés értelmében vert új, osztrák értékű érmék paramétereit az 1857. szeptember 19-én kelt császári pátens hirdette ki. Az egyleti pénzek forgalmát elrendelő, 1858. április 27-én kelt császári pátens 100 konvenciós forint átváltását 105 osztrák értékű forintban határozta meg.

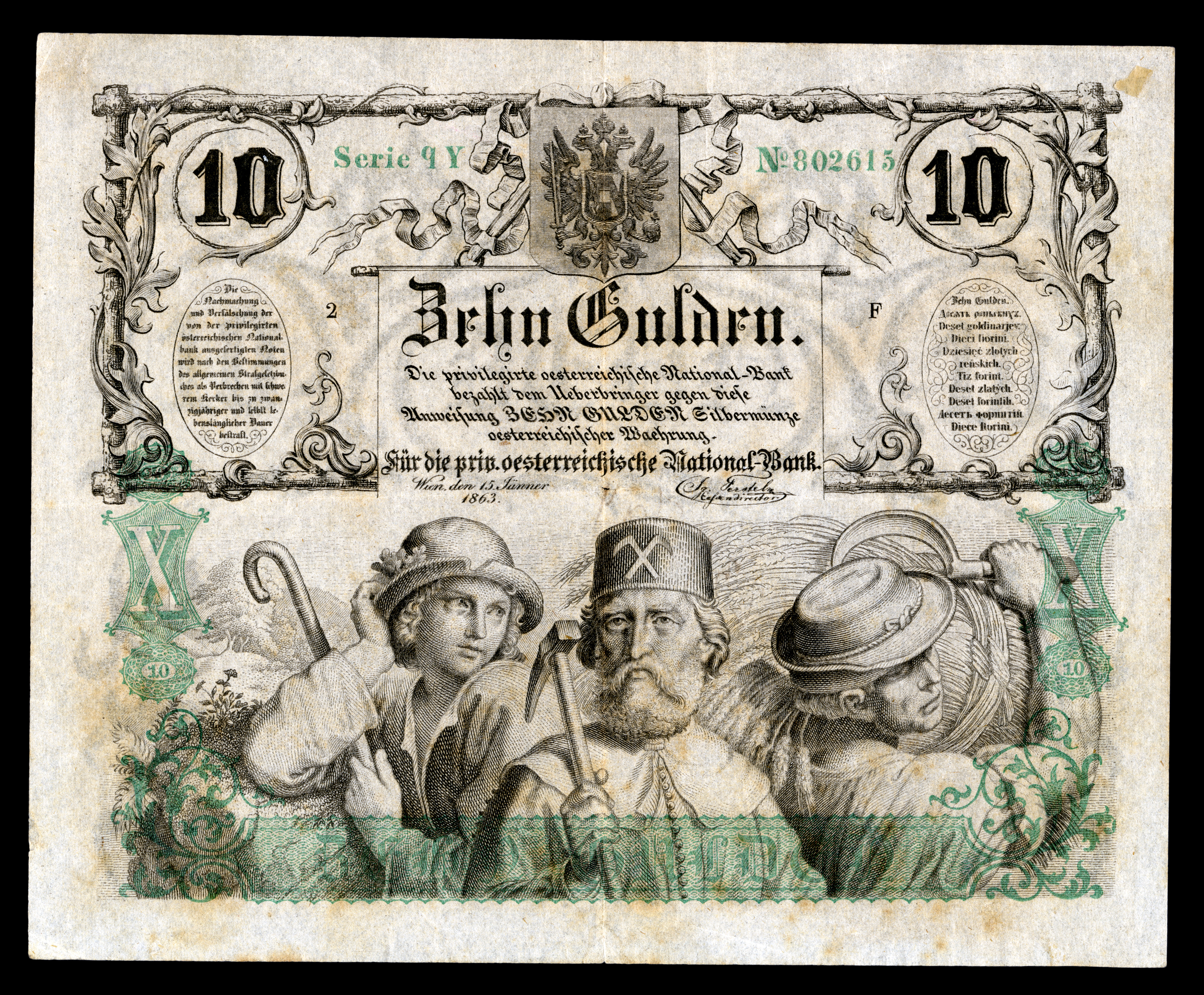
A Privilegirte Oesterreichische National-Bank 1863-es 10 forintos bankjegyének előoldala.

### A közös valuta
A kiegyezés utáni osztrák-magyar valuta alapját szintén az egyleti pénzláb szerint vert osztrák értékű forint képezte, de az érmék immár külön osztrák és magyar kiadásban is készültek. A bárki által ezüstpénzre váltható bankjegyeket a közös központi bank, az Osztrák–Magyar Bank bocsátotta ki.